# Dicranum corniculatum
Dicranum corniculatum là một loài rêu trong họ Dicranaceae. Loài này được Wahlenb. Spreng. mô tả khoa học đầu tiên năm 1827.